# Gigantactis longicirra
Gigantactis longicirra es una especie de pez del género Gigantactis, familia Gigantactinidae, orden Lophiiformes. Fue descrita científicamente por Waterman en 1939.
Especie inofensiva para el ser humano. Puede alcanzar los 2300 metros de profundidad.

## Descripción
Su longitud es de 22,1 centímetros.

## Distribución
Se distribuye por el Atlántico y Pacífico.